# 西辛赫斯特城堡花园
西辛赫斯特城堡花园（Sissinghurst Castle Garden）, 位于英格兰东南部肯特郡西辛赫斯特, 由 作家薇塔·萨克维尔-韦斯特, 和她的丈夫，作家和外交家哈罗德·尼科尔森爵士创建，它是英国最著名的花园之一，被誉为“英格兰最著名的二十世纪花园”。1930年由萨克维尔·韦斯特买下，在接下来的三十年里，她和尼科尔森与一系列著名的园艺大师合作，将一个“肮脏、邋遢无序”的农场改造成了世界上最具影响力的花园之一。1962年萨克维尔·韦斯特去世后，遗产捐赠给英国国民信托，已列为一级保护。2017年有近20万游客。